# Karyna Dziominskaya
Karyna Mikalayeuna Dziominskaya (en bielorruso: Карына Мікалаеўна Дзёмінская; Maguilov, 25 de agosto de 1994) es una deportista bielorrusa que compite en tiro con arco, en la modalidad de arco recurvo.
Ganó una medalla de plata en el Campeonato Europeo de Tiro con Arco al Aire Libre de 2021, en la prueba individual. En los Juegos Europeos de Minsk 2019 consiguió una medalla de plata en la prueba por equipo.
Participó en los Juegos Olímpicos de Tokio 2020, ocupando el cuarto lugar en la prueba por equipo.

## Palmarés internacional
| Juegos Europeos                  | Juegos Europeos     | Juegos Europeos  | Juegos Europeos |
| Año                              | Lugar               | Medalla          | Prueba          |
| -------------------------------- | ------------------- | ---------------- | --------------- |
| 2019                             | Minsk (Bielorrusia) | Medalla de plata | Equipo          |
| Campeonato Europeo al Aire Libre |                     |                  |                 |
| Año                              | Lugar               | Medalla          | Prueba          |
| 2021                             | Antalya (Turquía)   | Medalla de plata | Individual      |